# Hiệu ứng giọt đen

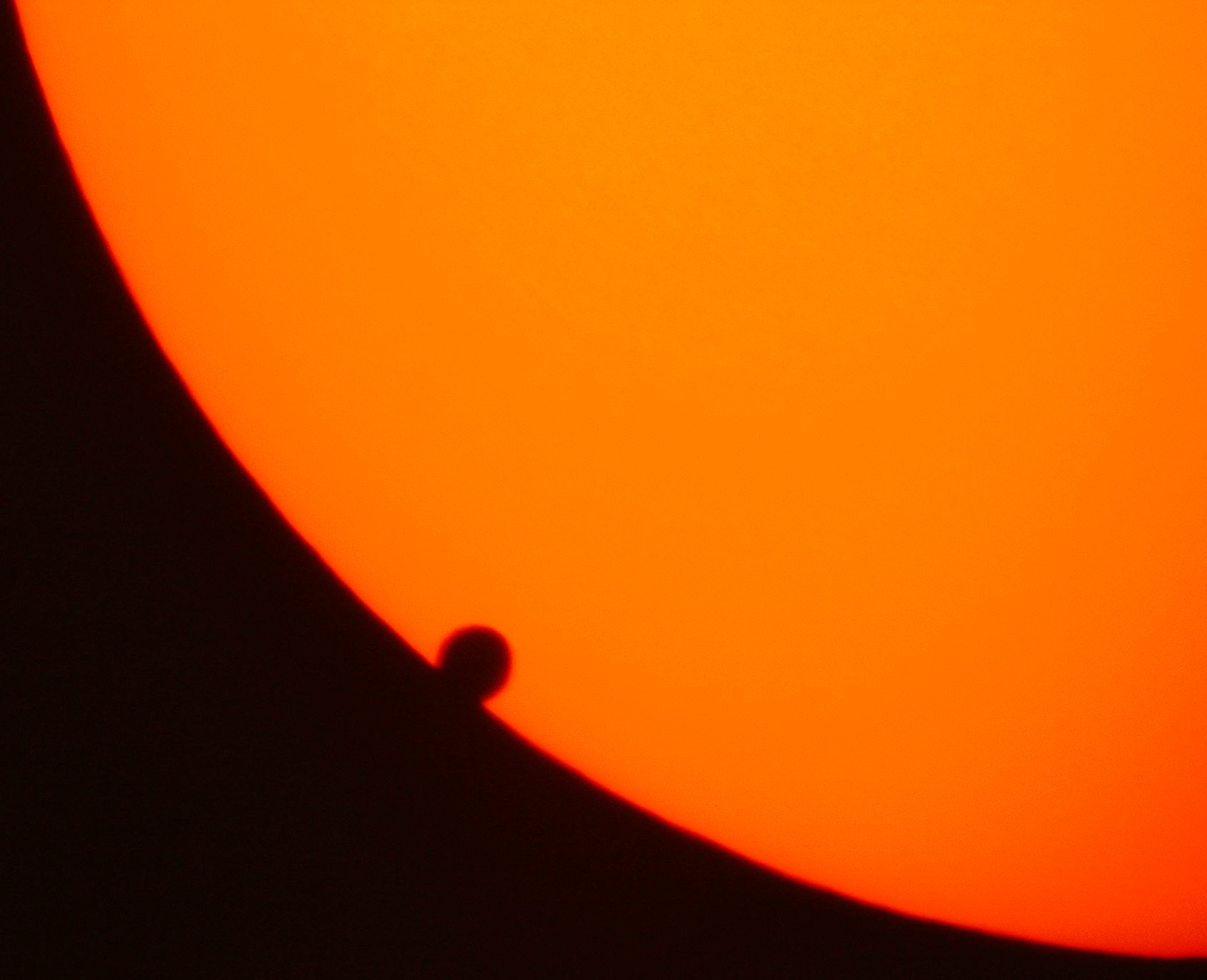
Hiện tượng Sao Kim đi qua Mặt Trời ngày 8 tháng 6 năm 2004. Vào khoảnh khắc Sao Kim tiến vào đĩa Mặt Trời, hiệu ứng giọt đen xuất hiện.

Hiệu ứng giọt đen là một hiện tượng quang học có thể nhìn thấy trong lúc xảy ra hiện tượng Sao Thủy đi qua Mặt Trời hoặc Sao Kim đi qua Mặt Trời trên bầu trời.

## Mô tả hiện tượng
Sự đi qua Mặt Trời của Sao Thủy hay Sao Kim được chia làm 4 pha. Thời điểm khi pha thứ 2 và pha thứ 3 bắt đầu, một vết đen nhỏ sẽ xuất hiện trên bề mặt Mặt Trời, là Sao Thủy hay Sao Kim vừa bắt đầu tiến vào đĩa Mặt Trời. Vào thế kỷ 18, trong một nỗ lực của các nhà thiên văn nhằm đo đạc chính xác đơn vị thiên văn đã sử dụng kết quả của việc quan sát hiệu ứng giọt đen, nhưng không thành công.
Hiệu ứng giọt đen có thể kéo dài hơn do sự dày đặc của bầu khí quyển của Sao Kim, và trong lịch sử quan sát này đã góp phần chứng minh cho việc Sao Kim có tồn tại bầu khí quyển. Tuy vậy, một số người quan sát qua các thiết bị quang học nghiệp dư cũng thấy được hiệu ứng giọt đen kéo dài lâu hơn, tuy nhiên đây là do sự sai sót trong thiết bị quan sát chứ không phải do quan sát trên thực tế.
Lần đi qua của Sao Thủy vào tháng 5 năm 1832, Bessel và Argelander đã quan sát thấy hiệu ứng giọt đen qua các thiết bị quang học khác nhau, tuy nhiên họ vẫn chưa đưa ra định nghĩa về hiệu ứng này. Để đảm bảo một phép đo chính xác, hiệu ứng giọt đen đã được quan sát từ bên ngoài Trái Đất vào lần quá cảnh của Sao Thủy năm 1999 và 2003, và cho thấy khí quyển của Sao Thủy có nhưng không đáng kể.
Vào lần đi qua của Sao Kim ngày 8 tháng 6 năm 2004, nhiều nhà quan sát tường trình rằng họ không nhìn thấy được hiệu ứng giọt đen hoặc ít rõ ràng hơn so với những gì đã quan sát vào thế kỷ trước đó. Trong khi đó, những đài quan sát lớn và những chiếc kính quang học tốt hơn thấy được một vệt đen rất mờ.

## Thư viện ảnh

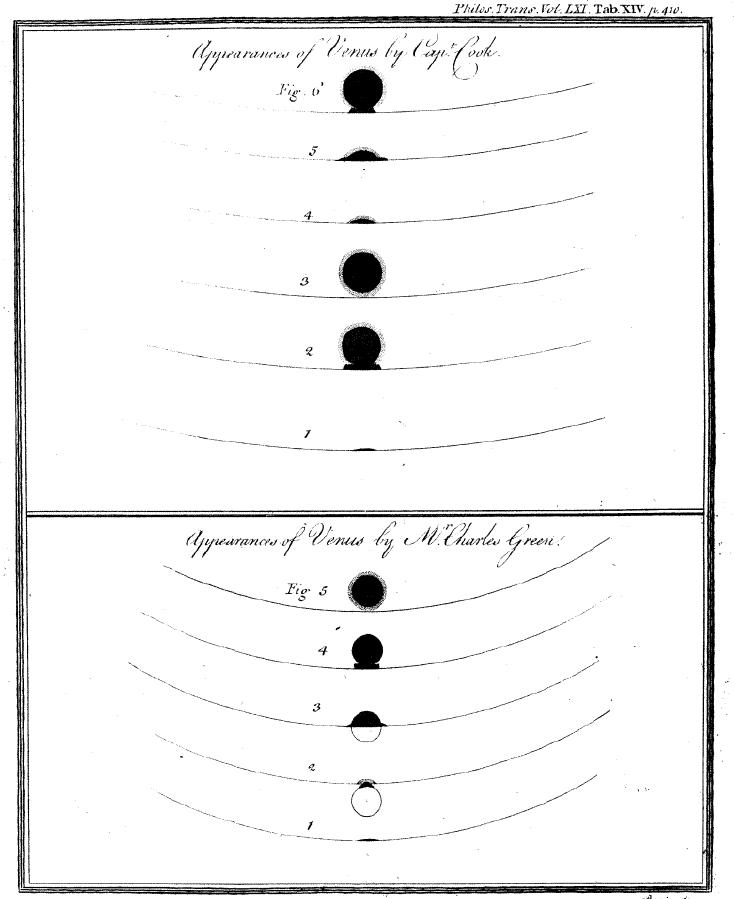
Hiệu ứng giọt đen được mô tả lại theo quan sát của James Cook và Charles Green vào năm 1771.
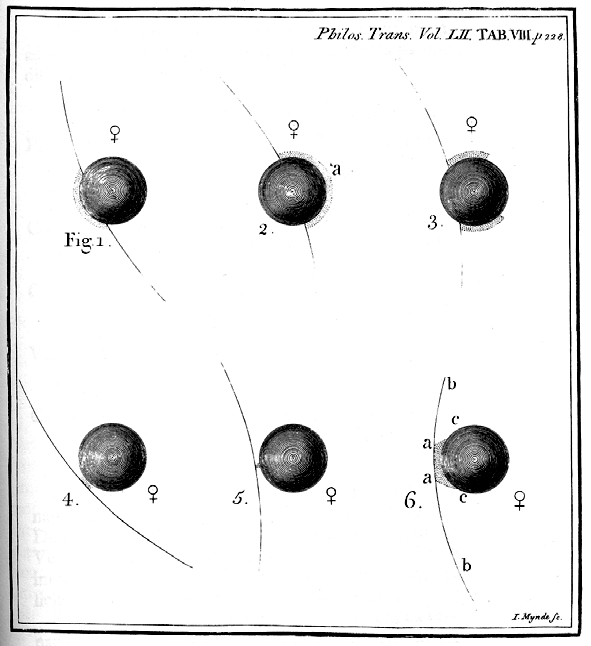
Hiệu ứng giọt đen được mô tả bởi Torbern Bergman vào năm 1761.
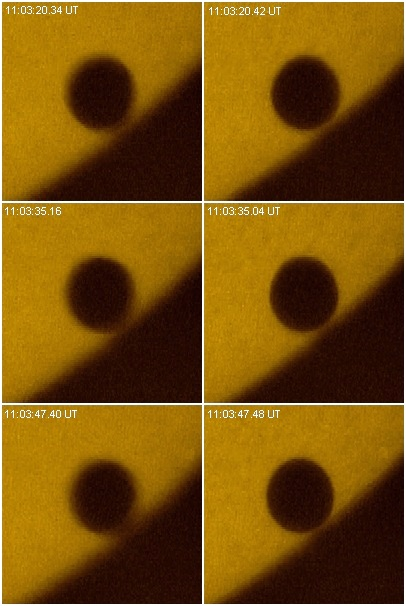
Hiệu ứng giọt đen năm 2004 qua hai thiết bị quang học kém (trái) và tốt (phải) quan sát vào cùng thời điểm.